# Медведев, Иван Михайлович
Иван Михайлович Медведев (ноябрь 1897, посёлок Серенского завода, Калужская губерния — 2 июня 1967, Балашиха, Московская область) — советский государственный и партийный деятель, и. о. первого секретаря Свердловского обкома КПСС (1938).

## Биография
Родился в семье рабочего-металлиста.
В 1922 г. окончил Красноармейский университет имени 16-й армии — сельскохозяйственный техникум, в 1937 г. — Аграрный институт Красной профессуры, в 1955 г. — аспирантуру Московской ветеринарной академии, Кандидат сельскохозяйственных наук (1955).
В 1909 году окончил сельскую школу, затем был батраком монастырского хутора, с 1914 г. — в Москве, металлист-вальцовщик на заводе «Гужон».
В 1916 г. мобилизован, служил рядовым-телефонистом в 12-й армии Юго-Западного фронта.
В феврале 1917 был ранен и демобилизован, работал на Московско-Курской железной дороге.
В 1918—1920 гг. служил в РККА, участвовал в Варшавском походе Красной Армии.
В 1920—1922 гг. был слушателем сельскохозяйственного техникума, после окончания которого руководил различными совхозами в Крыму и Московской губернии.
В 1931—1932 гг. учился в аспирантуре Всесоюзного института овощеводства, а с сентября 1933 по декабрь 1937 г. — в Аграрном институте красной профессуры, одновременно был пропагандистом Московского обкома ВКП(б).
В феврале 1938 г. был назначен инструктором отдела руководящих партийных органов ЦК ВКП(б), а через месяц отправлен в Свердловск на должность второго секретаря обкома ВКП(б). 31 марта 1938 г. решением Политбюро ЦК ВКП(б) первый секретарь обкома Абрам Столяр был снят со своего поста (через две недели арестован), а на Медведева были возложены обязанности первого секретаря обкома, однако во главе областной парторганизации он стоял менее месяца: уже 27 апреля исполняющим обязанности первого секретаря обкома был назначен чекист К. Н. Валухин. Оставался в должности второго секретаря обкома до февраля 1939 г., был одним из немногих руководителей области 1920—1930-х гг., кто смог избежать репрессий II половины 1930-х. Тем не менее, в январе 1939 г. получил предупреждение за то, что он «не проявил большевистской принципиальности и не поставил вопрос о непартийном поведении т. Валухина перед ЦК ВКП(б)».
В 1939—1954 гг. — директор Московского  зоотехнического института (Балашиха, Московская область), в 1941—1943 гг. институт находился в эвакуации в Самарканде, а после восстановления был переименован в Московский пушно-меховой институт.
В 1954 году после 20-летнего перерыва продолжил обучение в аспирантуре (в Московской ветеринарной академии), которую закончил с защитой диссертации в июне 1955 г.
В 1956—1957 гг. — и. о. доцента и доцент Московской ветеринарной академии.
С мая 1957 г. на пенсии.

## Участие в работе центральных органов власти
Депутат Верховного Совета РСФСР I созыва.

## Награды
- два ордена «Знак Почёта»;
- медали: «За доблестный труд в Великой Отечественной войне 1941—1945 гг.» (1945), «В память 800-летия Москвы» (1947)